# Валдемар Собота
Валдемар Собота (на полски: Waldemar Sobota; род. на 19 май 1987 в Ожимек), е полски футболист, който играе като полузащитник. Състезател на белгийския Клуб Брюж.

## Състезателна кариера

### Клубна кариера
Сoбота започва кариерата си в Маляпанев Ожимек. През 2007 г. той играе за Ключборк. С клуба в 2008/09 зае първо място във втората лига и спечели промоция за първа дивизия. През 2010 г. подписа договор с Шльонск Вроцлав. През 2011/2012 сезон спечели Екстракласа в Полша. През 31 август 2013, той подписа договор с белгийския ФК Брюж на четири години. Белгийския клуб плаща за Собота милион евро.

### Национален отбор
След добра игра в клуба през 31 август 2010 г. в мача срещу Узбекистан дебютира в национален отбор до 23 г., а 16 декември 2011 г. дебютира в Национален отбор по футбол на Полша срещу Босна и Херцеговина.

## Успехи

### Шльонск Вроцлав
- Екстракласа: 2011/2012.
- Суперкупа на Полша: 2012.